# Rachio
Rachio (Rachion, Reccho, Retho, Ratho, Recho, Rachto; gestorben 815) war etwa von 783 bis 815 Bischof von Straßburg.

## Leben
Er war zunächst Abt von Münster im Gregoriental. Das Amt als Abt behielt er auch als Bischof bei. 
Er schenkte 788 der Bibliothek des Straßburger Münsters einen codex Canonum. Dieser enthielt eine Sammlung Beschlüssen von verschiedenen Konzilien. Dies hat er ergänzt durch päpstliche Verordnungen und Sendschreiben. Der Codex verbrannte 1870 mit der Stadtbibliothek Straßburg. 
In einer Schrift aus dem Kloster St. Gallen wurde er als eitler, aufgeblasener Herr beschrieben, der sich viel auf seine Heiligkeit einbilden würde. Er soll die Reliquien des heiligen Florentius in die Stiftskirche Niederhaslach übertragen haben. Nicht ganz klar ist, ob sein überliefertes Todesjahr 815 richtig ist. Er soll in der Kirche von Haslach bestattet worden sein.